# 富士山みえる
富士山 みえる（ふじやまみえる、1964年 - ）は、日本の漫画家。学習漫画を主に執筆しており、代表作に『ワンワンセレプー それゆけ!徹之進』のコミカライズ版（朝日学生新聞社、『朝日小学生新聞』連載）や『いのちの歴史』（家の光協会、『ちゃぐりん』連載）がある。
夫は同じく漫画家の大橋よしひこ（うおりゃー!大橋）。

## 来歴
1964年生まれ。東京都で育ち、学生時代の時に既に漫画の執筆を始め、中学生の頃より少年漫画雑誌に作品を持ち込んでいた。実家の窓からは富士山を眺めることができ、そのことからペンネーム「富士山みえる」が決定した。法政大学文学部哲学科に進学し、在学中から学習漫画の仕事を請け負うようになる。
朝日学生新聞で『ワンワンセレプー それゆけ!徹之進』を連載後、『ちゃぐりん』で2005年から『いのちの歴史』の連載を開始。2021年1月時点で連載が継続している作品としては『ちゃぐりん』で最長となる。『いのちの歴史』は汐文社と偕成社からそれぞれ単行本が出版された。

## 著作
- 『まんが 笑いと感動! スポーツ(秘)話』（2002年、金の星社）[7]
- 『まんがで読む仕事ナビ』「動物・植物にかかわる仕事」（2005年、ポプラ社）[8]
- 『もっと知ろうからだのこと』シリーズ（2005年 - 、インタープレス）
  - 「STD（性感染症） 〜大切なカラダ、守りたい〜」[9]
  - 「たばこってなんだ? ～真実を知ろう～」[10]
  - 「知らないとこわい 熱中症」[11]
  - 「食べ物のゆくえ」[12]
  - 「お酒は体に悪い?」[13]
  - 「眠りのふしぎ 眠りの力」[14]
  - 「お口の悩みの原因もしかして…歯周病」[15]
  - 「起立性調節障害」[16]
  - 「脳のつくりと働き ～朝すっきり起きられる?～」[17]
  - 「セロトニンで心もからだも元気になる あいうえお呼吸法」[18]
  - 「応急処置RICES〜正しい応急処置でケガを早く治そう～」[19]
  - 「免疫のしくみ～からだを守るシステム」[20]
  - 「生命活動を支える 遺伝・遺伝子」[21]
  - 「泳がずに、浮いて待て! 命を守る着衣泳」[22]
  - 「姿勢は正しく!!」[23]
- 『ワンワンセレプーそれゆけ!徹之進』（2006年にウィーヴより単行本化）[24]
- 『おねがいマイメロディ 〜くるくるシャッフル!〜』（2006年にウィーヴより単行本化。大橋よしひこや島津蓮などとの共著）[25]
- 『ひみつシリーズ』（2006年 - 、学研プラス）
  - 「食べ物のひみつ」[26]
  - 「算数頭をつくるひみつ」[27]
- 『いのちの歴史』（2009年に『世界の偉人伝』、2020年に『世界と日本の人物伝100』として単行本化）